# Francesca Cauz
Francesca Cauz (Conegliano, 24 de septiembre de 1992) es una ciclista profesional italiana. Debutó como profesional en 2012 tras conseguir dos podiums en el Campeonato de Italia Ciclocrós juvenil; sin embargo, pronto dejó de destacar en el ciclocrós -si bien ha llegado a correr de forma aislada algún Mundial absoluto y pruebas de la Copa del Mundo tras ganar pruebas regionales amateurs- para dedicarse al ciclismo en ruta.

## Trayectoria deportiva
Debutó como profesional en el ciclismo en ruta en 2012 con 19 años tras conseguir dos podiums en el Campeonato de Italia Ciclocrós juvenil el primero de ellos con 16 años. Como profesional, en sus dos primeros años fue seleccionada para el Mundial en Ruta. Sin embargo, «solo» ha destacado en carreras por etapas alta montaña como en el Giro de Italia Femenino -donde fue 7.ª en la edición del 2013 (convirtiéndose en una de las grandes sorpresas de la carrera al hacerse además con la clasificación de las jóvenes) y 16.ª en la edición del 2015-; y en el Tour Cycliste Féminin International de l'Ardèche -donde también fue 7.ª en 2013. Además, prácticamente la mayoría de puestos de honor los ha conseguido en dicha ronda italiana. Fuera de las carreras por etapas consiguió un 2.º puesto en el Campeonato Europeo en Ruta sub-23 2013.
En el ciclocrós, que prácticamente abandonó tras su ascenso al profesionalismo, ha hecho 3.ª en el Ciclocrós de Milán 2013 como mejor resultado y tras ganar algunas pruebas regionales amateur ha participado de forma aislada en algún Mundial absoluto y pruebas de la Copa del Mundo nunca llegando en ellas entre las 20 primeras.
En 2015 cambió de equipo y pasó del Fassa-Bortolo, donde había debutado como profesional, al Alé Cipollini.

## Palmarés
2013
- Clasificación de las jóvenes del Giro de Italia Femenino
- 2.ª en el Campeonato Europeo en Ruta sub-23

## Resultados en Grandes Vueltas y Campeonatos del Mundo
Durante su carrera deportiva ha conseguido los siguientes puestos en las Grandes Vueltas femeninas y en los Campeonatos del Mundo en carretera y ciclocrós:
| Carrera              | 2012 | 2013 | 2014 | 2015 | 2016 | 2017 | 2018 | 2019 |
| -------------------- | ---- | ---- | ---- | ---- | ---- | ---- | ---- | ---- |
| Giro de Italia       | 33.ª | 7.ª  | Ab.  | 16.ª | -    | 83.ª | -    | Ab.  |
| Tour de l'Aude       | X    | X    | X    | X    | X    | X    | X    | X    |
| Grande Boucle        | X    | X    | X    | X    | X    | X    | X    | X    |
| Mundial en Ruta      | 64.ª | 24.ª | -    | -    | -    | -    | -    | -    |
| Mundial de Ciclocrós | -    | 23.ª | 28.ª | -    | -    |      |      |      |

-: no participa

Ab: abandono

X: ediciones no celebradas

## Equipos
- Fassa Bortolo (2012-2014)
  - Fassa Bortolo-Servetto (2012)
  - Top Girls Fassa Bortolo (2013-2014)
- Alé Cipollini (2015-2016)
- Giusfredi Bianchi (2017)
- Top Girls Fassa Bortolo (2018)
- Servetto-Piumate-Beltrami TSA (06.2019-)